# نیروگاه هسته‌ای سرناودا
نیروگاه هسته‌ای سرناودا (به لاتین: Cernavodă Nuclear Power Plant) یک نیروگاه هسته‌ای در رومانی است که در چرنودا واقع شده‌است.